# John Arch

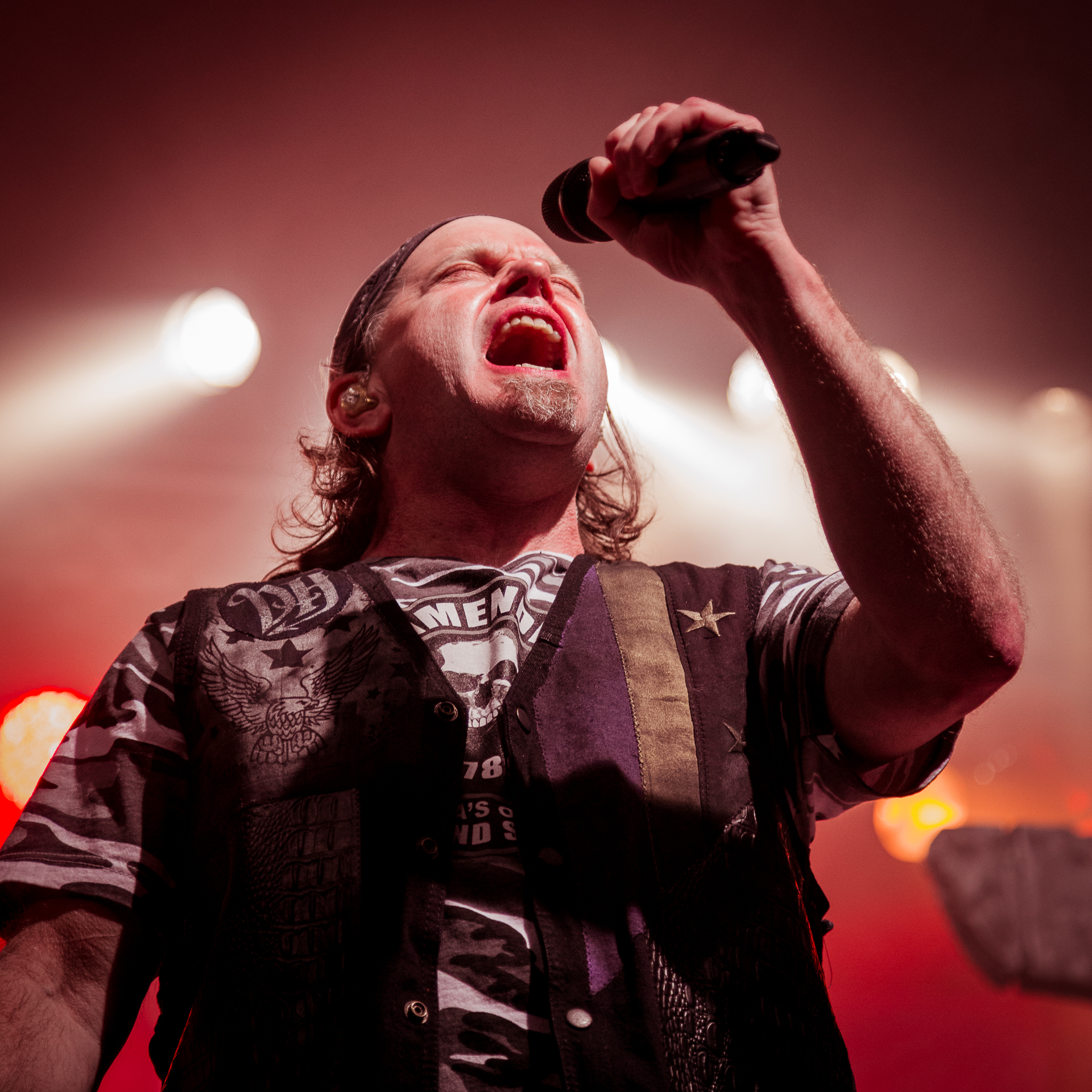
John Arch (Fates Warning)

John Arch est un chanteur américain de metal progressif né sous le nom de John Maurice Archambault le 15 mai 1959 à Colorado Springs aux États-Unis. Il est principalement connu pour avoir été le chanteur de Fates Warning.

## Discographie
- 1984 : Night on Bröcken avec Fates Warning
- 1985 : The Spectre Within avec Fates Warning
- 1986 : Awaken the Guardian avec Fates Warning
- 2003 : A Twist of Fate, album solo
- 2011 : Sympathetic Resonance avec Jim Matheos